# Víctor Morales (Fußballspieler)
Víctor Morales Sales (* 10. Mai 1905; † 22. Mai 1938) war ein chilenischer Fußballspieler.

## Verein
Der 1,71 Meter große, Vitoco genannte Abwehrspieler wird als Allrounder beschrieben, der über ein gutes Stellungsspiel verfügte. Er galt als taktisch versierter, kompletter Verteidiger, der mit einer gewissen Leichtigkeit im Kopfballspiel und großer Spielsicherheit hervorstach. Er gehörte auf Vereinsebene von 1924 bis 1925 dem Kader des chilenischen Vereins Camilo Henríquez an. Elf Spielzeiten lang, konkret belegt sind die Jahre 1926 bis 1930, spielte er für Colo-Colo. Bei letztgenanntem Verein feierte er am 18. April 1926 in der Begegnung gegen den Santiago F.C. sein Debüt. Während seiner Vereinszugehörigkeit wurde er 1928 und 1929 jeweils Meister der Liga Central de Football de Santiago. Im Folgejahr steht sodann der Gewinn des Meistertitels der Asociación de Fútbol de Santiago zu Buche. 1933 feierte er mit seinen Mitspielern den Titelgewinn bei der Copa Cesar Seoane.

## Nationalmannschaft
Morales war Mitglied der Nationalmannschaft seines Heimatlandes und nahm mit ihr sowohl am Campeonato Sudamericano 1924 als auch dem gleichen Turnier des Jahres 1926 teil. Zudem gehörte er jeweils dem Aufgebot Chiles bei den Olympischen Sommerspielen 1928 und der ersten Fußball-Weltmeisterschaft 1930 an. Während er bei den Olympischen Spielen drei Einsätze gegen die Nationalmannschaften Portugals, Belgiens und der Niederlande vorweisen kann, stand er während des WM-Turniers in den Spielen gegen Argentinien und Mexiko auf dem Platz. Insgesamt absolvierte er von seinem Debüt am 19. Oktober 1924 bis zum 22. Juli 1930 zehn Länderspiele Chile.

## Erfolg
- 2× Meister der Liga Central de Football de Santiago (1928, 1929)
- 1× Meister der Asociación de Fútbol de Santiago (1930)
- 1× Copa Cesar Seoane (1933)

## Sonstiges
Seine letzte Ruhestätte fand er, ebenso wie auch die Brüder Guillermo, Francisco und David Arellano, Horacio Muñoz, Guillermo Saavedra und andere Größen des Vereins, im Mausoleo Viejos Cracks Colo Colo auf dem Cementerio General.